# Apolinarie de Laodiceea
Apolinarie cel Tânăr, cunoscut și sub numele de Apolinarie de Laodiceea și Apollinarius (în greacă veche Ἀπολινάριος, transliterat: Apolinarios; d. 382) a fost un episcop creștin de Laodiceea Siriei. El este cunoscut mai ales ca un adversar remarcabil al arianismului. Zelul lui Apolinarie de a evidenția dumnezeirea lui Isus și natura divină a persoanei sale l-a determinat să nege existența unui suflet uman rațional în natura umană a lui Cristos. Această învățătură a devenit cunoscută sub numele de apolinarism și a fost condamnată ca erezie de Primul Sinod de la Constantinopol din anul 381.

## Biografie
A colaborat cu tatăl lui, Apolinarie cel Bătrân, la redarea versetelor Vechiului Testament sub formă homerică și pindarică și a Noului Testament după moda dialogurilor platonice, după ce împăratul Iulian Apostatul (361-363) le-a interzis profesorilor creștini să țină prelegeri sau să comenteze scrierile literare sau filosofice ale autorilor clasici. El este cel mai bine cunoscut, totuși, ca un adversar remarcabil al arianismului. Dorința lui Apolinarie de a sublinia dumnezeirea lui Isus și natura divină a persoanei sale l-a condus atât de departe încât a negat existența unui suflet uman rațional (νοῦς, nous) în natura umană a lui Cristos, înlocuindu-l cu Logosul și considerând astfel că trupul lui Isus era o formă spiritualizată și glorioasă a umanității.
Poziția ortodoxă (promovată de catolicism, ortodoxia răsăriteană, ortodoxia orientală, anglicanism și de multe curente protestante) este că Dumnezeu, ca Logos, și-a asumat natura umană în întregime, inclusiv νοῦς, deoarece numai așa putea fi răscumpărătorul și exemplul perfect al umanității. Teologii creștini au considerat că abordarea apolinariană era o formă de docetism: dacă Dumnezeirea fără restrângeri ar fi prevalat asupra firii umane, nu ar exista posibilitatea unor încercări umane reale sau a unui progres real în firea umană a lui Cristos. Învățăturile lui Apolinarie au fost condamnate, în consecință, de mai multe sinoade și în special de Primul Sinod de la Constantinopol (381).
Acest lucru nu l-a împiedicat să aibă un număr considerabil de adepți care, după moartea lui Apolinarie, s-au împărțit în două secte. Adepții cei mai conservatori s-au numit vitalieni, după numele lui Vitalis, pretendentul apolinarian la scaunul episcopal al Antiohiei. Membrii celeilalte grupări (polemeenii) au susținut în plus că cele două naturi erau atât de amestecate, încât chiar și trupul lui Cristos era un obiect potrivit de adorație. Accentul apolinarian pe unitatea divino-umană a lui Cristos și pe elementul divin din acea unitate a fost reafirmat mai târziu sub forma eutihianismului și a persistat în ceea ce a devenit ulterior școala radicală monofizită antinestoriană.

## Scrieri
Deși Apolinarie a fost un scriitor prolific, au supraviețuit puține lucrări scrise de el. Cu toate acestea, unele dintre scrierile sale sunt ascunse sub numele Părinților Ortodocși, ca, de exemplu, ἡ κατὰ μέρος πίστις, care a fost atribuită pentru o lungă perioadă de timp lui Grigorie Taumaturgul. Ele au fost colectate și editate de Hans Lietzmann.
S-au mai păstrat, de asemenea, două scrisori ale corespondenței sale cu Vasile cel Mare, dar există dezbateri științifice cu privire la autenticitatea lor, deoarece ele menționează că teologul ortodox Vasile i-ar fi cerut episcopului Apolinarie sfaturi teologice cu privire la termenul ortodox homoousios. Aceste suspiciuni pot fi nefondate, deoarece înainte ca Apolinarie să înceapă să-și promoveze învățăturile ce au fost considerate ulterior doctrine eretice, el era un episcop foarte respectat și un prieten al ierarhilor Atanasie al Alexandriei și Vasile al Cezareei Capadociei.